# Søren Bobach
 (août 2024).
Si vous disposez d'ouvrages ou d'articles de référence ou si vous connaissez des sites web de qualité traitant du thème abordé ici, merci de compléter l'article en donnant les références utiles à sa vérifiabilité et en les liant à la section « Notes et références ».
Søren Bobach, né le 25 avril 1989 à Silkeborg, est un orienteur danois.
Il est le frère d'Ida Bobach.

## Palmarès

### Championnats du monde
- , Champion du Monde de Sprint, en 2014

### Jeux mondiaux
- Médaille d'or en 2017 à Wrocław (Pologne) en catégorie Relais mixte